# 前534年
| 千纪： | 前1千纪 |
| 世纪： | 前7世纪 \| 前6世纪 \| 前5世纪 |
| 年代： | 前560年代 \| 前550年代 \| 前540年代 \| 前530年代 \| 前520年代 \| 前510年代 \| 前500年代 |
| 年份： | 前539年 \| 前538年 \| 前537年 \| 前536年 \| 前535年 \| 前534年 \| 前533年 \| 前532年 \| 前531年 \| 前530年 \| 前529年                                                                          |
| 纪年： | 周景王十一年 魯昭公八年 齐景公十四年 晋平公二十四年 秦哀公三年 宋平公四十二年 楚灵王七年 卫灵公元年 陈哀公三十五年 蔡灵侯九年 曹武公二十一年 郑简公三十二年 燕悼公二年 吴王馀眛十年 杞平公二年 |

## 大事記
- 盧修斯·塔克文·蘇佩布在謀殺了他的前任塞爾維烏斯·圖利烏斯之後，成為羅馬的第七任國王。
- 雅典在城市酒神節中舉辦悲劇比賽。
- 伊特拉斯坎人建立了費爾西納，後來演變成今日的波隆那。